# 石原伸幸
石原 伸幸（いしはら のぶゆき、1970年8月19日 - ）は、日本の料理人。東京都港区出身。株式会社いしはら代表取締役。1969年に創業した南青山にある天ぷら店てんぷら石原二代目店主。

## 来歴
- 1969年 外苑前の銀杏並木入口にて、てんぷら石原が創業される。
- 1970年 東京都港区に石原伸幸が生まれる。
- 1995年 二代目を襲名。
- 2015年 南青山へ店舗を移転。
- 2018年 創業50周年を迎える[4]。

## メディア出演

### テレビ
出演
- 土井善晴の美食探訪（BS朝日）
- 日本人の3割しか知らないこと くりぃむしちゅーのハナタカ!優越館（テレ朝）
- 中井正広のブラックバラエティ（日テレ）[5]
- 火曜サプライズ（日テレ）
- はなまるマーケット（TBS）
- THE・サンデー（日テレ）
- 発進！時空タイムス（テレ東）
- めっけMONO（TBS）
- DEBUYA（テレ東）
- イブニングニュース（テレ朝）
- 戦国グルメ（TBS)[6]
- L4you!（テレ東）
- くりーむしちゅーハナタカ！優越館スペシャル（テレ朝）[7]
- japan-eazy（NHK）
- ありえへん∞世界（テレ東）

撮影協力
- お茶の間に真実（テレ東）
- にっぽん力（BS1,BS2）
- さんまのからくりTV（TBS）
- 鉄腕ダッシュ（日テレ）
- めっけMONO（TBS）
- 秘密のケンミンSHOW（日テレ）

### ラジオ
- BOOM TOWN（J-WAVE）
- 峰竜太のミネスタ（ラジオ日本）

### CM
- NTTドコモ
- ジャパネットたかた

### 映像
- ローレンサイの東京シティガイド

### 雑誌
- 婦人画報 今もっとも忙しい5人がえらぶ天婦羅（齋藤孝先生ご紹介）
- 食楽(足で探した得するランチ）2010年3月号[8]
- ガツめし東京定番食堂[9]
- 東京五つ星の天麩羅
- おとなの週末 噂の丼
- おとなの週末 人気の丼108杯
- おとなの週末1000円でたっぷり旨い店
- HANAKO おいしいお店は裏青山に。
- HANAKO 和食にワクワク！
- TOKYO1週間 3大丼徹底比較
- OZマガジン 二人で食べたい和食
- PEN 男の東京マップ
- 本格焼酎入門
- 週刊現代
- DEBUYA本
- POPEYE
- 東京B級グルメ
- じゃらん
- サブレ
- 月刊店舗
- ガテン
- 技の天ぷら評判の天ぷら
- 東京散歩
- おとなの週末　天ぷらの三つ星店
- フライデー